# Дашевский, Александр Михайлович
Александр Михайлович Дашевский (род. 15 сентября 1980 года, Ленинград) — художник, куратор, искусствовед и арт-журналист. Как художник Дашевский создает произведения на стыке живописи, скульптуры, графики, инсталляции и комментария к ним. Его работы зачастую включают в себя элементы окружающего пространства, фотографии, документы и чужие произведения. В качестве куратора работает с российским искусством 20-21 веков, частными и музейными коллекциями, поддерживает и выставляет молодых художников Петербурга и Москвы. Сооснователь (совместно с Р. Монаховым) и куратор независимого экспериментально-выставочного пространства «Негосударственный Нерусский Музей» («НеНеМу») (С-Петербург). Автор более сотни статей о современном российском искусстве, соавтор (совместно с А. Котылевой) книги «Владимир Козин. Почувствуй себя птицей». Лауреат российских и международных премий.

## Биография
Александр Дашевский родился в 1980 году в Ленинграде. Окончил экономический факультет Санкт-Петербургского университета кино и телевидения. Учился на факультете теории и истории искусств Санкт-Петербургского Государственного Академического Института Живописи, Скульптуры и Архитектуры имени И. Е. Репина при Российской Академии Художеств.
С 2005 года член IFA.
С 2006 года член товарищества «Свободная Культура».
С 2006 года член «Общества любителей живописи и рисования».
Проект «Частичные утраты / Умеренная положительная динамика» — в шорт-листе «Премии Кандинского» (2013).
Вошел в список семи самых перспективных российских молодых художников по версии журнала Forbes (2013).
Живописная работа «Электросила» отмечена премией Arte Laguna Prize, First prize section painting (2016).
Работа «Автономия» отмечена премией Анатолия Зверева (2021).

## Фотогалерея произведений

«Конец вещания», 122х238, х/акр, 2022
«Засада» размер варьируется, х/акр, ковролин, 2019
«Павильон» 240х250, х/смешанная техника, 2018
«Аполитичный прокрастинатор» Х/акр 343х240, 2015
«Симулянт» 106х130, х/акр, ковролин, 2019
«Лоно природы» , размер варьируется, х/акр, фанера, выжигание, граффити на стене, 2018
«Дуэль», Размер варьируется, состоит из двух частей. Первая часть «Quickdraw». 243х118х18 см. 2019. Вторая часть «Нехарактерное произведение» Ø 65 см, 2019
«Автономия», 350х520х250, х/акр, дерево, металл, войлок, 2021
«Скорчившийся мальчик» 200х210, х/акр, 2018
«Луна в деве в третьем доме», 300х208х40, х/акр, 2020
«Бассейн», 70х80, х/м, 2020

## Персональные выставки
2024
- «Муралы», Центр современного искусства «Сияние», Апатиты, Россия
- «Бассейны», Центр современного искусства «Сияние», Апатиты, Россия[3]
- «Папа не спит. У папы высшая нервная деятельность», художественное оформление арт-катка в центре современного искусства «Сияние», Апатиты, Россия[4]
- «Арки времени», художественное оформление фасада клубного дома DUO от компаний HUTTON и V2Group на Софийской набережной, Москва, Россия[5]

2023
- «Мемориал Владивостока», Выставочный зал резиденции «Заря», Владивосток, Россия[6]
- «99 Luftballons», галерея Inart, Москва, Россия[7]
- «Die Schere im Kopf», Московский Музей Современного Искусства, Москва, Россия[6]

2021
- «Церковь Васмипоклонников», Негосударственный Нерусский Музей, Санкт-Петербург, Россия

2020
- «Пустая выставка», Библиотека книжной графики, Санкт-Петербург, Россия

2019
- «Банда симулянтов», Anna Nova Gallery, Санкт-Петербург, Россия[8]

2017
- Передвижная мемориальная скульптура-музей архитектора А. В. Жука, Аэропорт «Пулково», Санкт-Петербург, Россия
- «Искусство должно быть не должно», Клуб «Танцплощадка», Санкт-Петербург, Россия

2016
- «Неподдерживаемое содержимое», Музей ART4, Москва, Россия
- «Павшие и выпавшие», Anna Nova Gallery, Санкт-Петербург, Россия,[9].

2013
- «Частичные утраты / Умеренная положительная динамика», Anna Nova Gallery, Санкт-Петербург, Россия[10]

2012
- «Swimming pool», Keumsan gallery, Сеул, Южная Корея

2011
- «New & Recent works». Ten43gallery, Нью-Йорк, США
- «Pool. Illusions.», Colourblindgallery, Германия, Кёльн

2009
- «Зеркало заднего вида», Молодёжный Образовательный центр Государственного Эрмитажа, Санкт-Петербург, Россия
- «Бассейн», Anna Nova Gallery, Санкт-Петербург, Россия[11]

2008
- «Ячейки», Галерея «Люда», Санкт-Петербург, Россия
- «Дибенкорн в Пулково», Anna Nova Gallery, Санкт-Петербург, Россия[12]

2006
- «Женщины и утварь», Музей Нонконформистского искусства, Санкт-Петербург, Россия

2003
- «Недвижимость»,Арт-центр «Митьки-Вхутемас», Санкт-Петербург, Россия

2002
- «Интерьеры», Творческий центр «Митьки Вхутемас», Санкт-Петербург, Россия

2001
- «Сухая игла», Арт-центр «Митьки-Вхутемас», Санкт-Петербург, Россия

2000
- «Лето в Лебяжьем» (совместно с М. К. Ивановым), Творческий центр «Митьки Вхутемас», Санкт-Петербург, Россия
- «Проспект Большевиков», Арт-центр «Митьки-Вхутемас», Санкт-Петербург, Россия

1999
- «Пейзаж», Арт-центр «Митьки-Вхутемас», Санкт-Петербург, Россия
- «Лето в Лебяжьем» (совместно М. Ивановым), Арт-центр «Митьки-Вхутемас», Санкт-Петербург, Россия

## Фотогалерея выставок

Передвижная мемориальная скульптура-музей архитектора А.В. Жука. Аэропорт «Пулково», Санкт-Петербург, 2017
Передвижная мемориальная скульптура-музей архитектора А.В. Жука. Аэропорт «Пулково», Санкт-Петербург, 2017
«Искусство должно быть не должно». Клуб «Танцплощадка», Санкт-Петербург, 2017
«12 признаков живого», Павильон «Геология» ВДНХ, Москва, 2021
«12 признаков живого», Павильон «Геология» ВДНХ, Москва, 2021
«Мемориал Владивостока», выставочный зал резиденции «Заря», Владивосток, 2023
«Мемориал Владивостока», выставочный зал резиденции «Заря», Владивосток, 2023
«Мемориал Владивостока», выставочный зал резиденции «Заря», Владивосток, 2023
«Die Schere im Kopf». Московский Музей Современного Искусства, Москва, 2023
«Die Schere im Kopf». Московский Музей Современного Искусства, Москва, 2023
«Die Schere im Kopf». Московский Музей Современного Искусства, Москва, 2023

## Избранные групповые выставки
2025
- «Жизнь замечательных собак», Государственный Русский Музей[13], Санкт-Петербург, Россия

- «Ассамбляж, объект, инсталляция», Государственный Русский Музей, Санкт-Петербург, Россия

2024
- «Вещи и видения», Московский музей современного искусства (MMOMA), Москва, Россия [14]
- «Весть», Государственный Русский Музей, Санкт-Петербург, Россия [15]

2022
- «Дневники странствий», Галерея «Культпроект», Москва, Россия

- «Между строк. Текстуальное в визуальном», Галерея «Триумф», Москва, Россия

- «НеНеМу: институция размером с художника», Галерея-мастерская ГРАУНД-Солянка, Москва, Россия

- «Апок», Галерея «Триумф», Москва, Россия

2021
- «Пять искушений Иоганна Фауста», Шереметевский дворец, Санкт-Петербург, Россия [16]
- «Монстры под кроватью»,Культурное пространство «Третье место», Санкт-Петербург, Россия[17]

- Выставка номинантов премии Анатория Зверева. ЦСИ «Винзавод», Москва, Россия

- Международный фестиваль Alanica-14, Владикавказ, Россия
- «12 признаков живого», Павильон «Геология» ВДНХ, Москва, Россия[18]

2020
- «Поколение тридцатилетних в современном русском искусстве», Государственный Русский Музей, Санкт-Петербург, Россия[19]
- Выставка номинантов премии в области современного искусства им. Сергея Курёхина, Центр им. Сергея Курёхина, Санкт-Петербург, Россия

- «Художники и коллекционеры — Русскому музею. Дары. 1898—2019. Избранное», Государственный Русский Музей, Санкт-Петербург, Россия

2018
- «Карл Маркс навсегда?», Государственный Русский Музей, Санкт-Петербург, Россия
- «Трагедия в углу»: арт-путеводитель по России, Музей Москвы, Москва, Россия

2017
- «Человеческий интерес», Галерея Futuro, Нижний Новгород, Россия

- LEXUS Hybrid Art 2017. Lexus Dome, Москва, Россия

- «Возвращайся домой», Институт русского реалистического искусства, Москва, Россия

- «Структуры», Государственный Русский Музей, Санкт-Петербург, Россия

- «Русский Пазл», Новый Музей, Санкт-Петербург, Россия

2016
- «Тоже хороший художник», Галерея Люда, Санкт-Петербург, Россия

- Выставка номинантов Arte Laguna Prize, Nappe dell’Arsenale di Venezia, Венеция, Италия

- Детский фестиваль «PLAYMMOMA: играй с современным искусством!», Московский музей современного искусства, Москва, Россия

- «Соавтор»: выставка-раскраска, «Новое крыло» Дома Гоголя, Москва, Россия

2015
- «Опустошение пейзажа», Усольский историко-архитектурный музей «Палаты Строгановых», Усолье, Россия

- «Нет времени», ЦСИ Винзавод, Цех Белого, Москва, Россия

- «Надо возделывать наш сад», Галерея Anna Nova, Санкт-Петербург, Россия[20]
- «Догоним и перегоним», Галерея Ковчег, Москва, Россия

2014
- «The Other Home». CYBERFEST 2014 Visual Art Program. Kunstquartier Bethanien, Берлин, Германия

- «Опустошение пейзажа», Галерея Art-Reflex, Санкт-Петербург, Россия
- «Квадратура света», студии светового проектирования PROСВЕТ, Санкт-Петербург, Россия[21]
- «Новый элемент. Дар Умара Джабраилова Московскому музею современного искусства», Московский музей современного искусства, Москва, Россия

- «Другая столица», Музей Москвы, Москва, Россия

- Выставка номинантов премии Кандинского, Кинотеатр «Ударник», Москва, Россия

2012
- Busan Biennale, Пусан, Южная Корея

2011
- «Современные художники о Русских сезонах и Сергее Дягилеве», Anna Nova Gallery, Санкт-Петербург, Россия

- «Baltic maalauksia viidesta kaupungista», Галерея Karjaamo, Хельсинки, Финляндия

- «ЧБ СПб», Музей современного искусства PERMM, Пермь, Россия

2010
- Фестиваль Nord Art 2010, Бюдельсдорф, Германия

2009
- «Piece of art» в рамках параллельной программы III Московской биеннале современного искусства, Mосковский музей современного искусства, Москва, Россия

- «Русская Красота», ГЦСИ, Москва, Россия

- «Пространство тишины», Красное знамя, Санкт-Петербург, Россия

- «Russians: From Malevich to Kabakov», Ober Gallery, Кент, США

2008
- «Kirkenes Plein Air» в составе «Общества любителей живописи и рисования», Grensemuseum, Киркенес, Норвегия

2007
- «Красноярский пленэр» в составе «Общества любителей живописи и рисования», Музей-усадьба В. И. Сурикова, Красноярск, Россия

2006
- «Случайные связи», Галерея «Сельская Жизнь», Санкт-Петербург, Россия

- «Херсонский Пленэр (Ляпас Громадському Смаку)» в составе «Общества любителей живописи и рисования», Имение князя Мордвинова, с. Чернянка, Украина

- «Норильский Пленэр» в составе «Общества любителей живописи и рисования», Музей освоения и развития Норильского Промышленного Региона, Норильск, Россия

## Произведения находятся в собраниях
- Музей нонконформистского искусства, Санкт-Петербург, Россия
- Государственный Русский Музей, Санкт-Петербург, Россия
- Музей «Царскосельская Коллекция», Санкт-Петербург, Россия
- Московского музея современного искусства, Москва, Россия
- Музей освоения и развития Норильского промышленного региона, Норильск, Россия
- Красноярский музейный центр, Красноярск, Россия
- Национальный художественный музей Республики Саха (Якутия), Якутск, Россия
- Государственный Биологический музей им. К. А. Тимирязева, Москва, Россия
- Музей AZ, Москва, Россия

Работы также находятся в частных коллекциях России, Америки, Англии, Испании, Италии, Швейцарии и Израиля.

## Избранные кураторские проекты
2025
- Цикл выставок к 25-летию галереи «Река времен не терпит льда»: часть 1 «Учитель, двойник, обезьяна», часть 2 «Это моя дача!», часть 3 «Огород vs город», Галерея Marina Gisich Gallery, Санкт-Петербург, Россия[22]

2024
- Сергей Деникин «Настии», Галерея Marina Gisich Gallery, Санкт-Петербург, Россия[23]
- Куратор 17 международного фестиваля современного искусства «Аланика», Владикавказ, Россия[24]
- Юрий Никифоров «Глаз-разрез», Галерея Marina Gisich Gallery, Санкт-Петербург, Россия[25]

2023-по настоящее время
- Куратор выставочной программы экспериментального выставочного пространства AZ ART[26], Москва, Россия

1. Фестиваль-интенсив «Алгоритмы познания» – 5 июня – 31 августа 2025 г.
2. «Буквальные связи» персональная выставка Анатолия Белкина – 14 марта – 11 мая 2025 г.
3. «Третье ухо» - 18 сентября – 4 ноября 2024 г.
4. «Живые скульптуры» –   6 декабря 2023 г. – 18 февраля 2024 г.
5. «Глаз видящий, всевидящий, невидящий» – 20 сентября – 19 ноября 2023 г.

2023
- «Лещи и щуки. Коллекция Олега Лещука», Музей ART4, Москва, Россия[27]
- Фестиваль Владимира Козина «Граждане, следите за сохранностью своих духовных ценностей», Галерея Marina Gisich Gallery, Негосударственный Нерусский Музей (НеНеМу), Санкт-Петербург, Россия
- «Симпатические взаимодействия», МВЦ им. Д. Г. Бурылина, Иваново, Россия

2022
- «НеНеМу. Институция размером с художника», Выставочный зал «Граунд-СОЛЯНКА», Москва, Россия

2020
- «Неоинфантилизм». Совместно с А. Скворцовой и П. Белым, «ДК Громов», Санкт-Петербург, Россия

2019-2024
- Негосударственный Нерусский Музей (куратор пространства), Санкт-Петербург, Россия

2019
- «Владимир Козин. Почувствуй себя птицей». Совместно с А. Котылевой. PERMM, Пермь, Россия

2015-2016
- «Картина после живописи». Совместно с Е.Губановой. Научно-Исследовательский Музей Российской Академии Художеств, Санкт-Петербург; Галерея искусств Зураба Церетели, Москва, Россия

2013
- «Kinder, Kuche, Kirche», Галерея «Культпроект», Москва, Россия
- XI Биеннале графики стран Балтийского моря, петербургская секция, Калининградский художественный музей, Калининград, Россия

2011
- «Гибель Петербурга», Name gallery, Санкт-Петербург, Россия

2010
- «Ч/Б», Галерея Modernariat, Санкт-Петербург, Россия

2009
- «Арт-Доминирование», Санкт-Петербург, Россия

2007
- «Про Железную Дорогу», Центр Книги и Графики, Санкт-Петербург, Россия